# چاپان سفلی
چاپان سفلی (به کردی: چاپان خواروو، Çapan xwarû) روستایی از توابع بخش زیویه در شهرستان سقز است که در استان کردستان ایران قرار دارد.

## جمعیت
این روستا در دهستان امام واقع شده و براساس سرشماری سال ۱۳۸۵، جمعیت آن ۲۱۴ نفر (۴۸ خانوار) بوده است.